# Waithe
Waithe – wieś i civil parish w Anglii, w Lincolnshire, w dystrykcie East Lindsey. W 2001 civil parish liczyła 24 mieszkańców. Waithe jest wspomniana w Domesday Book (1086) jako Wade.